# Diugoniowate
Diugoniowate (Dugongidae) – rodzina morskich ssaków łożyskowych z rzędu brzegowców (Sirenia). Jedyny żyjący współcześnie gatunek tej rodziny – diugoń przybrzeżny (Dugong dugon) – występuje w wodach tropikalnych u wybrzeża wschodniej Afryki, Azji, Australii i Nowej Gwinei. Syrena morska (†Hydrodamalis gigas) została wytępiona w XVIII wieku. Gatunki kopalne znane są ze szczątków pochodzących z eocenu. Osiągały do 7 m długości.

## Charakterystyka

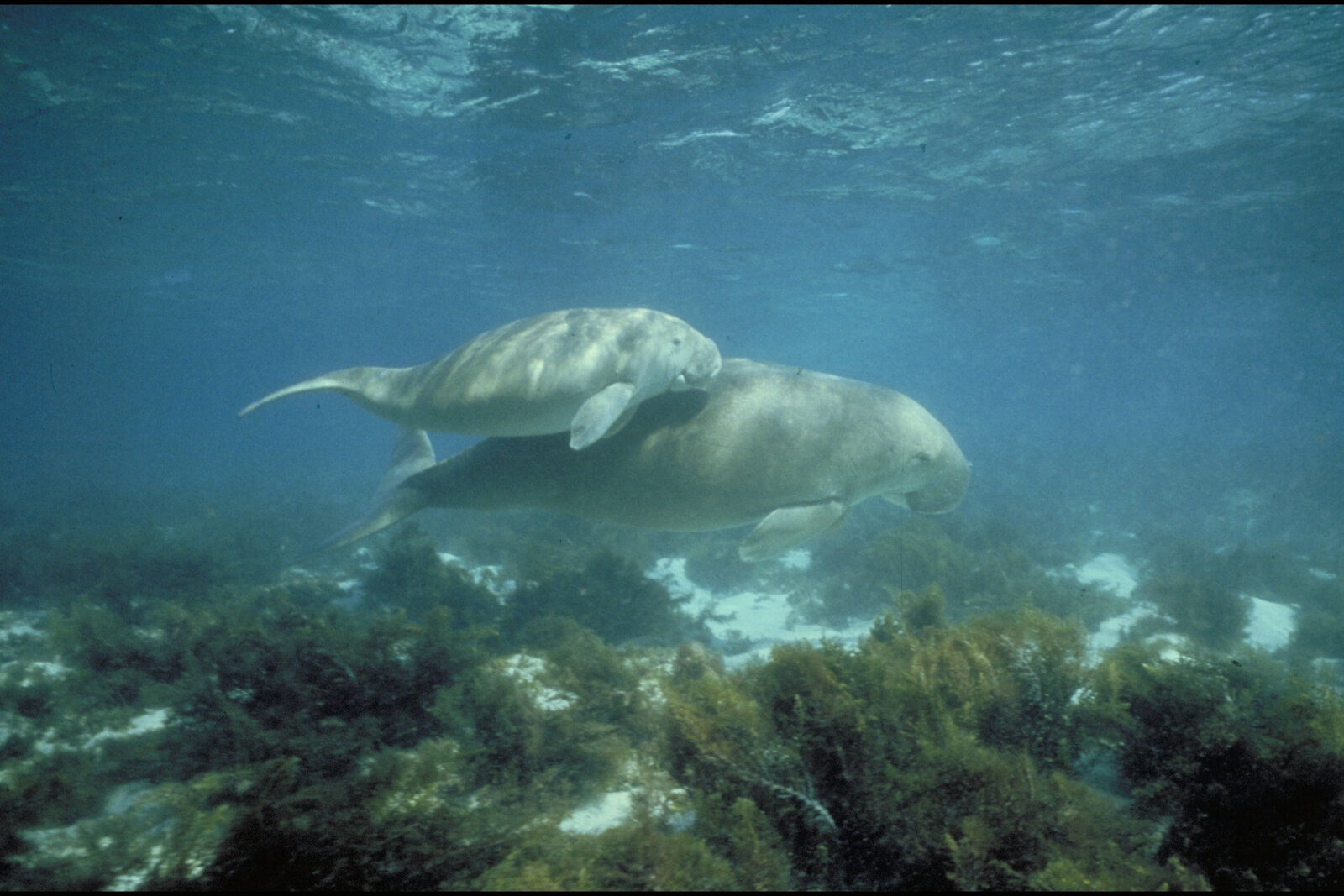
Diugoń

Płetwa ogonowa diugoniowatych ma półksiężycowate wycięcie w środku. Kończyny przednie są przekształcone w płetwy bez szczątków kopytek. W szkielecie występuje 7 kręgów szyjnych. Uzębienie różni się u poszczególnych gatunków. Diugonie, w przeciwieństwie do manatów, które odżywiają się zarówno trawą morską jak i mieszaniną prawdziwych traw (Graminae), spasają wyłącznie podmorskie łąki trawy morskiej, która z trawą sensu stricto nie ma nic wspólnego. Jest to mieszanka wodnych roślin okrytozalążkowych o małej zawartości krzemionki. Diugonie poruszają się wolno w ciepłych i płytkich wodach, dzięki czemu oszczędzają energię i odżywiają się pędami wodnych roślin, które są bogate w węglowodany. Żerują nocą, na głębokości 1–12 m. Ich przednie kończyny są krótsze niż kończyny manatów, nie występują na nich charakterystyczne dla manatów szczątkowe kopytka. Różnią się również kształtem płetwy ogonowej.
Diugonie do późnego miocenu występowały u zachodnich wybrzeży Atlantyku i Morza Karaibskiego, zwykle jednak nie zasiedlając estuariów, gdzie o prawdziwą trawę morską było trudniej. W tym samym czasie manaty posiadły już prawdopodobnie umiejętność korzystania z różnych roślin przybrzeżnych (traw) i zaczęły wypierać słabiej dostosowane diugonie. Być może była to jedna z przyczyn wymarcia diugoniów karaibskich z Atlantyku i Karaibów. Obecnie występują wyłącznie w tropikalnej strefie Oceanu Indyjskiego i Spokojnego.

## Systematyka
Do rodziny należą następujące podrodziny:
- Hydrodamalinae Palmer, 1895 – syreny
- Dugonginae J.E. Gray, 1821 – diugonie

Opisano również rodzaje wymarłe nie klasyfikowane w żadnej z powyższych podrodzin:
- Anisosiren Kordos, 1979[14] – jedynym przedstawicielem był Anisosiren pannonica Kordos, 1979
- Caribosiren Reinhart, 1959[15] – jedynym przedstawicielem był Caribosiren turneri Reinhart, 1959
- Eosiren Andrews, 1902[16]
- Eotheroides Palmer, 1899[17]
- Halitherium Kaup, 1838[18]
- Indosiren Koenigswald, 1952[19]
- Lentiarenium Voss, 2016[20]  – jedynym przedstawicielem był Lentiarenium cristolii (Fitzinger, 1842)
- Metaxytherium Christol, 1840[21]
- Miodugong Deraniyagala, 1969[22] – jedynym przedstawicielem był Miodugong brevicranius Deraniyagala, 1969
- Paralitherium Kordos, 1977[23] – jedynym przedstawicielem był Paralitherium tarkanyense Kordos, 1977
- Priscosiren Vélez-Juarbe & Domning, 2014[24] – jedynym przedstawicielem był Priscosiren atlantica Vélez-Juarbe & Domning, 2014
- Prohalicore Flot, 1887[25] – jedynym przedstawicielem był Prohalicore dubaleni Flot, 1887
- Prototherium Zigno, 1887[26]
- Sirenavus Kretzoi, 1941[27] – jedynym przedstawicielem był Sirenavus hungaricus Kretzoi, 1941
- Stegosiren Domning & Beatty, 2019[28] – jedynym przedstawicielem był Stegosiren macei Domning & Beatty, 2019